# Salute Your Solution
"Salute Your Solution" – pierwszy singel zespołu The Raconteurs z albumu Consolers of the Lonely (a w sumie piąty). Wydany 25 marca 2008, w tym samym dniu co płyta z której pochodzi. Tego samego dnia ukazał się również teledysk.
Piosenka została wykorzystana w trailerze gry Call of Duty: Advanced Warfare